# Loco Amor
Pour plus de détails, voir Fiche technique et Distribution.
Loco Amor est un court-métrage américain réalisé par Nelson Pena sorti en 2012.

## Synopsis
Une femme tombe amoureuse d'une autre femme, après s'être libérée d'une relation abusive avec un homme.

## Fiche technique
- Titre original : Loco Amor
- Réalisation : Nelson Pena
- Scénario : Nelson Pena
- Photographie :
- Montage :
- Producteur :
- Société de production : Skwared Syrkle Films
- Société de distribution :
- Pays de production :  États-Unis
- Langue : anglais américain
- Genre : Drame, romance saphique
- Lieux de tournage : East 6th Street, Downtown, Los Angeles, Californie, États-Unis
- Durée : 9 minutes
- Date de sortie : 
  - États-Unis : 2012

## Distribution
- Claudia Salinas : Medo
- Tonia Marie Rosée : JC (créditée comme Tonia Marie Passow)
- Louis C. Oberlander : Nick
- David Hill : l'agent de correction